# Équipe de Belgique de football au Championnat d'Europe 2024
Cet article relate le parcours de l’équipe de Belgique de football lors du Championnat d'Europe de football 2024 organisé en Allemagne du 14 juin au 14 juillet 2024.

## Maillots
Le 14 mars 2024, Adidas présente les maillots domicile et extérieur de la Belgique pour l'Euro 2024.
La tenue domicile est de couleur bordeaux pour le haut et les chaussettes. Un short noir complète l'ensemble.
La tenue exterieur est quant à elle de couleur bleu ciel pour le haut en hommage à Tintin, marron pour le short et blanc pour les chaussettes.

## Qualifications
Les Diables Rouges entament en mars 2023 leur nouvel objectif, avec un groupe de qualification abordable pour l'Euro 2024, où ils retrouvent l'Autriche et la Suède comme principaux adversaires du groupe, ainsi que l'Azerbaïdjan et l'Estonie. Enchainant les prestations de grande qualité (3 buts encaissés en 6 matchs), les Diables Rouges se qualifient pour le prochain Euro le soir du 13 octobre 2023 à la suite de leur victoire (2-3) en Autriche lors de leur 6e match de qualification dans le groupe F.
Le 19 novembre 2023, à l'issue du match retour contre l'Azerbaïdjan à Bruxelles, Romelu Lukaku inscrit un quadruplé historique lors de la victoire des Diables Rouges (5-0) et termine meilleur buteur des qualifications, la Belgique valide sa place de tête de série pour le tirage au sort de l'Euro 2024.
| Rang | Équipe      | Pts | J | G | N | P | Bp | Bc | Diff |  | Résultats (▼ dom., ► ext.) |     |     |      |     |     |
| ---- | ----------- | --- | - | - | - | - | -- | -- | ---- |  | -------------------------- | --- | --- | ---- | --- | --- |
| 1    | Belgique    | 20  | 8 | 6 | 2 | 0 | 22 | 4  | +18  |  | Belgique                   |     | 1-1 | 1-1* | 5-0 | 5-0 |
| 2    | Autriche    | 19  | 8 | 6 | 1 | 1 | 17 | 7  | +10  |  | Autriche                   | 2-3 |     | 2-0  | 4-1 | 2-1 |
| 3    | Suède       | 10  | 8 | 3 | 1 | 4 | 14 | 12 | +2   |  | Suède                      | 0-3 | 1-3 |      | 5-0 | 2-0 |
| 4    | Azerbaïdjan | 7   | 8 | 2 | 1 | 5 | 7  | 17 | -10  |  | Azerbaïdjan                | 0-1 | 0-1 | 3-0  |     | 1-1 |
| 5    | Estonie     | 1   | 8 | 0 | 1 | 7 | 2  | 22 | -20  |  | Estonie                    | 0-3 | 0-2 | 0-5  | 0-2 |     |

- En gras : qualification pour l'Euro 2024
- En italique : Équipes barragistes

## Matchs de préparation
Liste détaillée des matches amicaux de la Belgique depuis sa qualification à l'Euro:
| 1er match                  | République d'Irlande | 0 - 0 | Belgique | Aviva Stadium, Dublin                        |                                              |
| 23 mars 2024 18h00 (17h00) |                      |       |          | Spectateurs : 38 128 Arbitrage : Rohit Saggi | Spectateurs : 38 128 Arbitrage : Rohit Saggi |
| 23 mars 2024 18h00 (17h00) | Rapport              |       |          | Spectateurs : 38 128 Arbitrage : Rohit Saggi | Spectateurs : 38 128 Arbitrage : Rohit Saggi |

| 2e match           | Angleterre                          | 2 - 2   | Belgique          | Wembley Stadium, Londres                                                                  |                                                                                           |
| 26 mars 2024 20h45 | Toney 17e (pen.) · Bellingham 90+5e | (1 - 2) | 11e 36e Tielemans | Spectateurs : 80 733 Arbitrage : Sebastian Gishamer Arbitre vidéo : Manuel Schüttengruber | Spectateurs : 80 733 Arbitrage : Sebastian Gishamer Arbitre vidéo : Manuel Schüttengruber |
| 26 mars 2024 20h45 | Rapport                             |         |                   | Spectateurs : 80 733 Arbitrage : Sebastian Gishamer Arbitre vidéo : Manuel Schüttengruber | Spectateurs : 80 733 Arbitrage : Sebastian Gishamer Arbitre vidéo : Manuel Schüttengruber |

| 3e match          | Belgique                              | 2 - 0   | Monténégro       | Stade Roi Baudouin, Bruxelles   |                                 |
| 5 juin 2024 20h30 | De Bruyne 44e · Trossard 90+3e (pen.) | (1 - 0) |                  | Arbitrage : Kristoffer Karlsson | Arbitrage : Kristoffer Karlsson |
| 5 juin 2024 20h30 |                                       | Rapport | 63e, 88e Brnović | Arbitrage : Kristoffer Karlsson | Arbitrage : Kristoffer Karlsson |

| 4e match          | Belgique                             | 3 - 0   | Luxembourg | Stade Roi Baudouin, Bruxelles |                              |
| 8 juin 2024 20h00 | Lukaku 42e (pen.) 57e · Trossard 81e | (1 - 0) |            | Arbitrage : Paweł Raczkowski  | Arbitrage : Paweł Raczkowski |
| 8 juin 2024 20h00 | Rapport                              |         |            | Arbitrage : Paweł Raczkowski  | Arbitrage : Paweł Raczkowski |

## Séjour et hébergement
La sélection des Diables Rouges établit son camp de base au Schlosshotel Monrepos, à Louisbourg, dans la banlieue de Stuttgart, en Bade-Wurtemberg,.

## Phase finale

### Effectif
Les âges et les sélections sont calculés au début de l'Euro 2024, le 14 juin 2024.

### Premier tour
| v · m | Équipe    | Pts | J | G | N | P | Bp | Bc | Diff |
| ----- | --------- | --- | - | - | - | - | -- | -- | ---- |
| 1     | Roumanie  | 4   | 3 | 1 | 1 | 1 | 4  | 3  | +1   |
| 2     | Belgique  | 4   | 3 | 1 | 1 | 1 | 2  | 1  | +1   |
| 3     | Slovaquie | 4   | 3 | 1 | 1 | 1 | 3  | 3  | 0    |
| 4     | Ukraine   | 4   | 3 | 1 | 1 | 1 | 2  | 4  | -2   |

#### Belgique - Slovaquie
| Match 9                 | Belgique                                    | 0 - 1   | Slovaquie           | Frankfurt Arena, Francfort-sur-le-Main                                                 |                                                                                        |
| 17 juin 2024 18h00 CEST |                                             | (0 - 1) | 7e Schranz ( Kucka) | Spectateurs : 45 181 Arbitrage : Halil Umut Meler (en) Arbitre vidéo : Bastian Dankert | Spectateurs : 45 181 Arbitrage : Halil Umut Meler (en) Arbitre vidéo : Bastian Dankert |
| 17 juin 2024 18h00 CEST | Mangala 30e · Tielemans 76e · Lukebakio 85e | Rapport | 41e Schranz         | Spectateurs : 45 181 Arbitrage : Halil Umut Meler (en) Arbitre vidéo : Bastian Dankert | Spectateurs : 45 181 Arbitrage : Halil Umut Meler (en) Arbitre vidéo : Bastian Dankert |

#### Belgique - Roumanie
| Match 22                | Belgique                                           | 2 - 0   | Roumanie                 | Stade de Cologne, Cologne                                                                 |                                                                                           |
| 22 juin 2024 21h00 CEST | ( Lukaku) Tielemans 2e · ( Casteels) De Bruyne 80e | (1 - 0) |                          | Spectateurs : 42 535 Arbitrage : Szymon Marciniak Arbitre vidéo : Tomasz Kwiatkowski (de) | Spectateurs : 42 535 Arbitrage : Szymon Marciniak Arbitre vidéo : Tomasz Kwiatkowski (de) |
| 22 juin 2024 21h00 CEST | Lukebakio 35e                                      | Rapport | 60e Bancu · 65e M. Marin | Spectateurs : 42 535 Arbitrage : Szymon Marciniak Arbitre vidéo : Tomasz Kwiatkowski (de) | Spectateurs : 42 535 Arbitrage : Szymon Marciniak Arbitre vidéo : Tomasz Kwiatkowski (de) |

#### Ukraine - Belgique
| Match 34                 | Ukraine    | 0 - 0   | Belgique | Stuttgart Arena, Stuttgart                                                     |                                                                                |
| 26 juin 2024 18 h 0 CEST |            | (0 - 0) |          | Spectateurs : 54 000 Arbitrage : Anthony Taylor Arbitre vidéo : Stuart Attwell | Spectateurs : 54 000 Arbitrage : Anthony Taylor Arbitre vidéo : Stuart Attwell |
| 26 juin 2024 18 h 0 CEST | Dovbyk 69e | Rapport | 43e Faes | Spectateurs : 54 000 Arbitrage : Anthony Taylor Arbitre vidéo : Stuart Attwell | Spectateurs : 54 000 Arbitrage : Anthony Taylor Arbitre vidéo : Stuart Attwell |

### Huitièmes de finale
| Match 42                     | France                                      | 1 - 0   | Belgique                       | Düsseldorf Arena, Düsseldorf                                                 |                                                                              |
| 1er juillet 2024 18 h 0 CEST | ( Kolo Muani) Vertonghen 85e (csc)          | (0 - 0) |                                | Spectateurs : 46 810 Arbitrage : Glenn Nyberg Arbitre vidéo : Pol van Boekel | Spectateurs : 46 810 Arbitrage : Glenn Nyberg Arbitre vidéo : Pol van Boekel |
| 1er juillet 2024 18 h 0 CEST | Tchouaméni 14e · Griezmann 23e · Rabiot 24e | Rapport | 76e Vertonghen · 90+3e Mangala | Spectateurs : 46 810 Arbitrage : Glenn Nyberg Arbitre vidéo : Pol van Boekel | Spectateurs : 46 810 Arbitrage : Glenn Nyberg Arbitre vidéo : Pol van Boekel |

## Statistiques

### Temps de jeu
| N°         | Joueurs              |          |          |          |          | TT       | But inscrit | Passe décisive | MJ       | MT       | Légende |
| ---------- | -------------------- | -------- | -------- | -------- | -------- | -------- | ----------- | -------------- | -------- | -------- | --- |
| Gardiens   | Gardiens             | Gardiens | Gardiens | Gardiens | Gardiens | Gardiens | Gardiens    | Gardiens       | Gardiens | Gardiens | Abréviations et symboles : TT : Total de minutes jouées MJ : Nombre de matchs joués MT : Matchs joués en tant que titulaire : but : passe décisive : joueur entré : joueur remplacé : capitaine : carton jaune : carton rouge |
| 1          | Koen Casteels        | 90       | 90       | 90       | -        | 270      | -           | -              | 3        | 3        | Abréviations et symboles : TT : Total de minutes jouées MJ : Nombre de matchs joués MT : Matchs joués en tant que titulaire : but : passe décisive : joueur entré : joueur remplacé : capitaine : carton jaune : carton rouge |
| 12         | Thomas Kaminski      | -        | -        | -        | -        | -        | -           | -              | -        | -        | Abréviations et symboles : TT : Total de minutes jouées MJ : Nombre de matchs joués MT : Matchs joués en tant que titulaire : but : passe décisive : joueur entré : joueur remplacé : capitaine : carton jaune : carton rouge |
| 13         | Matz Sels            | -        | -        | -        | -        | -        | -           | -              | -        | -        | Abréviations et symboles : TT : Total de minutes jouées MJ : Nombre de matchs joués MT : Matchs joués en tant que titulaire : but : passe décisive : joueur entré : joueur remplacé : capitaine : carton jaune : carton rouge |
| Défenseurs |                      |          |          |          |          |          |             |                |          |          | Abréviations et symboles : TT : Total de minutes jouées MJ : Nombre de matchs joués MT : Matchs joués en tant que titulaire : but : passe décisive : joueur entré : joueur remplacé : capitaine : carton jaune : carton rouge |
| 2          | Zeno Debast          | 90       | 72       | -        | -        | 108      | -           | -              | 2        | 1        | Abréviations et symboles : TT : Total de minutes jouées MJ : Nombre de matchs joués MT : Matchs joués en tant que titulaire : but : passe décisive : joueur entré : joueur remplacé : capitaine : carton jaune : carton rouge |
| 3          | Arthur Theate        | -        | 90       | 90       | -        | 180      | -           | -              | 2        | 2        | Abréviations et symboles : TT : Total de minutes jouées MJ : Nombre de matchs joués MT : Matchs joués en tant que titulaire : but : passe décisive : joueur entré : joueur remplacé : capitaine : carton jaune : carton rouge |
| 4          | Wout Faes            | 90       | 90       | -        | -        | 180      | -           | -              | 1        | 1        | Abréviations et symboles : TT : Total de minutes jouées MJ : Nombre de matchs joués MT : Matchs joués en tant que titulaire : but : passe décisive : joueur entré : joueur remplacé : capitaine : carton jaune : carton rouge |
| 5          | Jan Vertonghen       | -        | 90       | 90       | -        | 180      | -           | -              | 2        | 2        | Abréviations et symboles : TT : Total de minutes jouées MJ : Nombre de matchs joués MT : Matchs joués en tant que titulaire : but : passe décisive : joueur entré : joueur remplacé : capitaine : carton jaune : carton rouge |
| 6          | Axel Witsel          | -        | -        | -        | -        | -        | -           | -              | -        | -        | Abréviations et symboles : TT : Total de minutes jouées MJ : Nombre de matchs joués MT : Matchs joués en tant que titulaire : but : passe décisive : joueur entré : joueur remplacé : capitaine : carton jaune : carton rouge |
| 15         | Thomas Meunier       | -        | -        | -        | -        | -        | -           | -              | -        | -        | Abréviations et symboles : TT : Total de minutes jouées MJ : Nombre de matchs joués MT : Matchs joués en tant que titulaire : but : passe décisive : joueur entré : joueur remplacé : capitaine : carton jaune : carton rouge |
| 21         | Timothy Castagne     | 90       | 90       | 90       | -        | 270      | -           | -              | 3        | 3        | Abréviations et symboles : TT : Total de minutes jouées MJ : Nombre de matchs joués MT : Matchs joués en tant que titulaire : but : passe décisive : joueur entré : joueur remplacé : capitaine : carton jaune : carton rouge |
| 25         | Maxim De Cuyper      | -        | -        | -        | -        | -        | -           | -              | -        | -        | Abréviations et symboles : TT : Total de minutes jouées MJ : Nombre de matchs joués MT : Matchs joués en tant que titulaire : but : passe décisive : joueur entré : joueur remplacé : capitaine : carton jaune : carton rouge |
| Milieux    |                      |          |          |          |          |          |             |                |          |          | Abréviations et symboles : TT : Total de minutes jouées MJ : Nombre de matchs joués MT : Matchs joués en tant que titulaire : but : passe décisive : joueur entré : joueur remplacé : capitaine : carton jaune : carton rouge |
| 7          | Kevin De Bruyne      | 90       | 90       | 90       | -        | 270      | -           | -              | 3        | 3        | Abréviations et symboles : TT : Total de minutes jouées MJ : Nombre de matchs joués MT : Matchs joués en tant que titulaire : but : passe décisive : joueur entré : joueur remplacé : capitaine : carton jaune : carton rouge |
| 8          | Youri Tielemans      | 74       | 72       | 62       | -        | 150      | -           | -              | 3        | 2        | Abréviations et symboles : TT : Total de minutes jouées MJ : Nombre de matchs joués MT : Matchs joués en tant que titulaire : but : passe décisive : joueur entré : joueur remplacé : capitaine : carton jaune : carton rouge |
| 11         | Yannick Carrasco     | 84       | -        | -        | -        | 6        | -           | -              | 1        | 1        | Abréviations et symboles : TT : Total de minutes jouées MJ : Nombre de matchs joués MT : Matchs joués en tant que titulaire : but : passe décisive : joueur entré : joueur remplacé : capitaine : carton jaune : carton rouge |
| 16         | Aster Vranckx        | -        | -        | -        | -        | -        | -           | -              | -        | -        | Abréviations et symboles : TT : Total de minutes jouées MJ : Nombre de matchs joués MT : Matchs joués en tant que titulaire : but : passe décisive : joueur entré : joueur remplacé : capitaine : carton jaune : carton rouge |
| 18         | Orel Mangala         | 58       | 72       | 62       | -        | 114      | -           | -              | 3        | 1        | Abréviations et symboles : TT : Total de minutes jouées MJ : Nombre de matchs joués MT : Matchs joués en tant que titulaire : but : passe décisive : joueur entré : joueur remplacé : capitaine : carton jaune : carton rouge |
| 23         | Arthur Vermeeren     | -        | -        | -        | -        | -        | -           | -              | -        | -        | Abréviations et symboles : TT : Total de minutes jouées MJ : Nombre de matchs joués MT : Matchs joués en tant que titulaire : but : passe décisive : joueur entré : joueur remplacé : capitaine : carton jaune : carton rouge |
| 24         | Amadou Onana         | 90       | 90       | 90       | -        | 270      | -           | -              | 3        | 3        | Abréviations et symboles : TT : Total de minutes jouées MJ : Nombre de matchs joués MT : Matchs joués en tant que titulaire : but : passe décisive : joueur entré : joueur remplacé : capitaine : carton jaune : carton rouge |
| Attaquants |                      |          |          |          |          |          |             |                |          |          | Abréviations et symboles : TT : Total de minutes jouées MJ : Nombre de matchs joués MT : Matchs joués en tant que titulaire : but : passe décisive : joueur entré : joueur remplacé : capitaine : carton jaune : carton rouge |
| 9          | Leandro Trossard     | 74       | 56       | 62       | -        | 16       | -           | -              | 3        | 2        | Abréviations et symboles : TT : Total de minutes jouées MJ : Nombre de matchs joués MT : Matchs joués en tant que titulaire : but : passe décisive : joueur entré : joueur remplacé : capitaine : carton jaune : carton rouge |
| 10         | Romelu Lukaku        | 90       | 90       | 90       | -        | 270      | -           | -              | 3        | 3        | Abréviations et symboles : TT : Total de minutes jouées MJ : Nombre de matchs joués MT : Matchs joués en tant que titulaire : but : passe décisive : joueur entré : joueur remplacé : capitaine : carton jaune : carton rouge |
| 14         | Dodi Lukebakio       | 84       | 56       | -        | -        | 62       | -           | -              | 2        | 1        | Abréviations et symboles : TT : Total de minutes jouées MJ : Nombre de matchs joués MT : Matchs joués en tant que titulaire : but : passe décisive : joueur entré : joueur remplacé : capitaine : carton jaune : carton rouge |
| 17         | Charles De Ketelaere | -        | -        | -        | -        | -        | -           | -              | -        | -        | Abréviations et symboles : TT : Total de minutes jouées MJ : Nombre de matchs joués MT : Matchs joués en tant que titulaire : but : passe décisive : joueur entré : joueur remplacé : capitaine : carton jaune : carton rouge |
| 19         | Johan Bakayoko       | 58       | -        | 77       | -        | 45       | -           | -              | 2        | 0        | Abréviations et symboles : TT : Total de minutes jouées MJ : Nombre de matchs joués MT : Matchs joués en tant que titulaire : but : passe décisive : joueur entré : joueur remplacé : capitaine : carton jaune : carton rouge |
| 20         | Loïs Openda          | 84       | -        | 90       | -        | 7        | -           | -              | 2        | 0        | Abréviations et symboles : TT : Total de minutes jouées MJ : Nombre de matchs joués MT : Matchs joués en tant que titulaire : but : passe décisive : joueur entré : joueur remplacé : capitaine : carton jaune : carton rouge |
| 22         | Jérémy Doku          | 84       | 72       | 77       | -        | 233      | -           | -              | 3        | 3        | Abréviations et symboles : TT : Total de minutes jouées MJ : Nombre de matchs joués MT : Matchs joués en tant que titulaire : but : passe décisive : joueur entré : joueur remplacé : capitaine : carton jaune : carton rouge |

| Buts | Joueurs | Adversaires |
| ---- | ------- | ----------- |
|      |         |             |

| Passes | Joueurs | Adversaires |
| ------ | ------- | ----------- |
|        |         |             |